# Калинино (Белогорский район)
Калинино (до 1948 года Китай; укр. Калініне, крымскотат. Qıtay, Къытай) — исчезнувшее село в Белогорском районе Республики Крым (согласно административно-территориальному делению Украины — Автономной Республики Крым). Располагалось на северо-западе района, в безымянной балке, впадающей справа в Салгир, примерно в 2 километрах северо-западнее современного села Новоалександровка.

## История
Впервые в исторических документах селение Китай встречается на двухкилометровке РККА 1942 года, на территории Биюк-Онларского района. После освобождения Крыма от фашистов в апреле, 12 августа 1944 года было принято постановление № ГОКО-6372с «О переселении колхозников в районы Крыма» и в сентябре 1944 года в район приехали первые новоселы (57 семей) из Винницкой и Киевской областей, а в начале 1950-х годов последовала вторая волна переселенцев из различных областей Украины. С 25 июня 1946 года Китай в составе Крымской области РСФСР. Указом Президиума Верховного Совета РСФСР от 18 мая 1948 года, Китай переименовали в Калинино. 26 апреля 1954 года Крымская область была передана из состава РСФСР в состав УССР. Время включения в Колодезянский сельсовет пока не установлено: на 15 июня 1960 года село уже числилось в его составе. В дальнейшем в исторических документах не встречается. После 1965 года, в свете указа Президиума ВС УССР «О внесении изменений в административное районирование УССР — по Крымской области», территория бывшего селения находится в Белогорском районе.